# Xenacoelomorpha

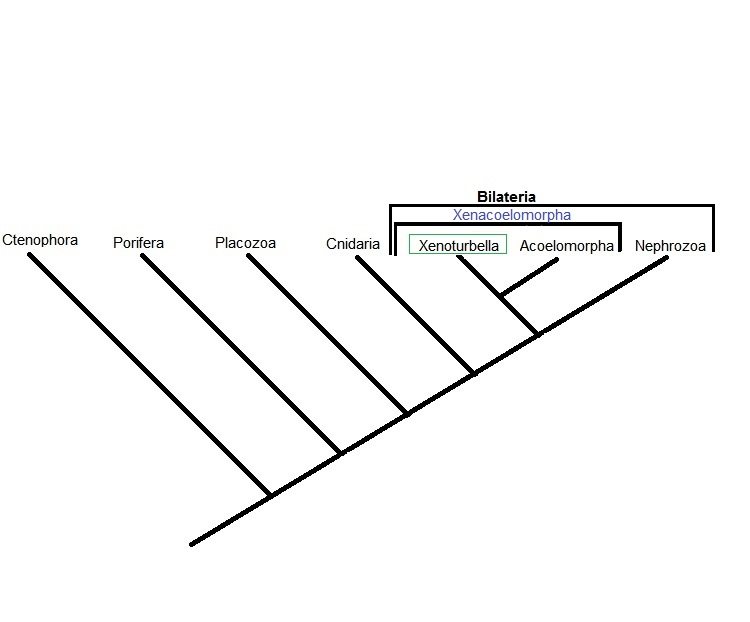

Xenacoelomorpha è un phylum basale bilaterale di animali piccoli e molto semplici, che raggruppa gli xenoturbellidi con gli acoelomorfi. È stato suggerito da sinapomorfie morfologiche e confermato da analisi filogenomiche di dati molecolari. Gli xenacoelomorfi emersero con il Nephrozoa come clado fratello.

## Filogenetica
Il clado Xenacoelomorpha, che raggruppa Acoelomorpha e il genere Xenoturbella, è stato rivelato da studi molecolari. Inizialmente era considerato un membro dei deuterostomi, ma una più recente analisi del trascrittoma ha concluso che è il gruppo gemello del Nephrozoa, che comprende i protostomi e i deuterostomi, rendendo Xenacoelomorpha il clade bilaterale più basale.

## Caratteristiche
Tutti gli xenacoelomorfi mancano di un tipico sistema stomatogastrico, cioè non hanno un vero intestino. Negli acelomorfi, la bocca si apre direttamente in un grande sincizio endodermico, mentre nei nemertodermatidi e negli xenoturbellidi vi è un budello simile a un sacco rivestito da cellule non ciliate. Il sistema nervoso è basiepidermico, cioè localizzato proprio sotto l'epidermide, e un cervello è assente. Negli xenoturbellidi è costituito da una semplice rete nervosa senza alcuna concentrazione speciale di neuroni, mentre negli acoelomorfi è disposto in una serie di fasci longitudinali uniti nella regione anteriore da una commessura ad anello di complessità variabile. Gli organi sensoriali comprendono una statocista e, in alcuni gruppi, due ocelli unicellulari. L'epidermide di tutti gli xenacoelomorpani è ciliata. Le ciglia sono composte da un insieme di 9 coppie di microtubuli periferici e uno o due microtubuli centrali (modelli 9 + 1 e 9 + 2, rispettivamente). Le coppie 4-7 terminano prima della punta, creando una struttura chiamata "scaffale".